# Maria Kraus-Boelté
Pour les articles homonymes, voir Kraus.
Maria Kraus-Boelté, née le 8 novembre 1836 à Hagenow (Grand-duché de Mecklembourg-Schwerin) et morte le 1er novembre 1918 à Atlantic City (New Jersey, États-Unis), est l'une des pionnières allemande de l'éducation de la petite enfance prônée par le pédagogue allemand Friedrich Fröbel. Elle contribue à promouvoir l'enseignement à l'école maternelle aux États-Unis, et à introduire l'éducation scolaire dans les études universitaires.
En 1873, Maria Kraus-Boelté ouvre avec son mari un établissement de formation des enseignants en même temps qu'une classe de maternelle modèle. Ils publient en 1877 The Kindergarten Guide en deux volumes pour aider les professeurs de maternelle, les mères et les infirmières à l'auto-apprentissage de la méthode.

## Biographie
Maria Boelté naît le 8 novembre 1836 à Hagenow dans le Grand-duché de Mecklembourg-Schwerin dans une famille prospère, de Johann Ludwig Ernst Boelté, avocat et magistrat et de Louise (Ehlers) Boelté. Maria Boelté suit des études privées. 
Sur les conseils de sa tante Amely Boelté, elle s'intéresse à l'éducation selon les principes pédagogiques de Friedrich Fröbel qui rejette l'éducation religieuse et prône l'apprentissage par le jeu et l'étude de la nature. Elle est formée par Luise (Levin) Fröbel (veuve de Fröbel) à Hambourg. Elle part ensuite à Londres et enseigne pendant quatre ans dans une kindergarten anglaise gérée par une des élèves de Fröbel, Bertha Ronge (en). Une partie du travail de ses élèves est exposé à l'Exposition Internationale de Londres de 1862. Elle retourne à Hambourg en 1867 pour former des enseignants dans la Froebel Union training school, puis ouvre son propre jardin d'enfants à Lübeck.
En 1872, elle est invitée par la pédagogue Elizabeth Peabody à travailler à New York où elle crée une classe de maternelle et un programme de formation pour les mères dans l'école tenue par Henrietta B. Haines. Elle fait la connaissance de son futur mari, le professeur John Kraus, un assistant du Bureau national de l'éducation avec lequel elle avait déjà correspondu. En 1873, Kraus quitte ses fonctions et ils ouvrent ensemble the New York Seminary for Kindergartners en même temps qu'une classe de maternelle modèle, la Normal Training School for Kindergarten Teachers, et publient en 1877 The Kindergarten Guide en deux volumes pour aider les professeurs de maternelle, les mères et les infirmières à l'auto-apprentissage de la méthode.
Le Séminaire est l'un des premiers centres diffusant les idées de Fröbel aux États-Unis et a une influence considérable, en particulier grâce à la relation personnelle de Kraus-Boelté avec Luise Fröbel. Des centaines d'enseignants terminent la formation d'une année de cours suivie d'une année d'enseignement pratique ; des milliers d'enfants sont passent par le jardin d'enfants.
Kraus meurt en 1896 et Maria Kraus-Boelté continue seule l'œuvre. Elle est présidente du département de maternelle de la National Education Association de 1899 à 1900 et, en 1903, elle persuade la New York University School of Education d'inclure dans son programme d'été le tout premier cours universitaire d'éducation préscolaire. Kraus-Boelté elle-même enseigne ce cours trois ans. Elle prend sa retraite en 1913 et meurt le 1er novembre 1918 à Atlantic City. Sa tombe est située dans le cimetière de Woodlawn à New York.

## Publications

### Manuel
- (en-US) Maria Kraus-Boelte, The Kindergarten Guide : An Illustrated Hand-Book, Designed for the Self-Instruction of Kindergartners, Mothers, and Nurses, New York, E. Steiger & Co (réimpr. 1880, 1882, 1891, 1892, 1900, 2018) (1re éd. 1877), 529 p. (ISBN 9780483733114, OCLC 611028611, lire en ligne),

### Article
- (en-US) Maria Kraus-Boelté, « An interpretation of some of the Froebelian Kindergarten principles », Year book of the National Society for the Scientific Study of Education, no 6,‎ 1907 (OCLC 1073337769),

### Participation
- (en-US) Ada Van Stone Harris, Edwin A. Kirkpatrick, Maria Kraus-Boelté, Patty Smith Hill, Harriette Melissa Mills et Nina C. Vandewalker, The Kindergarten and its Relation to Elementary Education, Chicago, Illinois, The University of Chicago Press, 1907, 150 p. (OCLC 1047484990, lire en ligne),

## Archives
La Cincinnati Kindergarten Association possède certains de ses plans de leçon et d'autres documents. Certains de ses documents sont archivés à la Bibliothèque du Congrès.